# Thibault Damour
Thibault Damour (Lione, 7 febbraio 1951) è un fisico francese.

## Biografia
È stato professore permanente in fisica teorica presso l'Institut des Hautes Études Scientifiques dal 1989 al 2022, quando è diventato professore emerito. È un esperto di relatività generale, che ha a lungo insegnato presso l'École normale supérieure. È specializzato nella teoria delle stringhe. La sua ricerca principale si concentra sulla fisica dei buchi neri, delle onde gravitazionali, della teoria delle stringhe e della metrologia fondamentale.
Per le sue ricerche sulle onde gravitazionali, condotte insieme ad Alessandra Buonanno, nel 2021 gli sono stati attribuiti il Premio Balzan, la medaglia Galileo Galilei e la medaglia Dirac.

## Controversie scientifiche pubbliche
Il 5 novembre 2018 Thibault Damour ha risposto a una domanda in una delle sue conferenze sul lavoro di Jean-Pierre Petit sul modello cosmologico bimetrico Janus (Modello cosmologico bi-metrico). Damour sostiene che il modello di Giano non avrebbe alcuna base matematica e che quindi "non è nemmeno falso", perché non deriverebbe da nessuna azione, da nessuna derivazione lagrangiana. Petit rispose nell'episodio successivo della serie di video di Janus su YouTube ricordandogli che Janus era ben fondato su una derivazione lagrangiana pubblicata nel 2015.
Il 4 gennaio 2019 Damour ha pubblicato sul sito web di IHES una revisione critica di 7 pagine delle equazioni di campo del modello Janus. Questa revisione ha ricevuto consigli scientifici da Nathalie Deruelle, così come Luc Blanchet.
Il 13 marzo 2019, Petit ha pubblicato un'appendice scientifica di 54 pagine che analizza le critiche di Damour, Blanchet e Deruelle. Il modello Janus è specificato: si evolve leggermente per rispettare le identità di Bianchi. Ora il modello Janus è descritto come derivato da un'azione secondo il metodo variazionale. Ha una nuova diversione lagrangiana. Questi affinamenti del modello, consueti in fisica, non rimettono in discussione i risultati precedentemente ottenuti in relazione alle osservazioni astronomiche. Questo aggiornamento del modello Janus è convalidato da una nuova pubblicazione scientifica.